# Katte ni furuetero
Katte ni furuetero (勝手にふるえてろ?), noto anche con il titolo internazionale Tremble All You Want, è un film del 2017 scritto e diretto da Akiko Ohku.

## Trama
Yoshika Etō ha raggiunto i ventiquattro anni senza mai avere un fidanzato né tantomeno una relazione stabile, cosa che l'ha portata ad avere come pensiero fisso il reincontrare la sua cotta del liceo, da lei chiamato "Uno". Sul luogo di lavoro, conosce però un ragazzo, Kirishima – che immediatamente soprannomina "Due" – che si mostra sinceramente interessato a lei. Yoshika si ritrova così a scegliere se inseguire le proprie fantasie o stare accanto a un ragazzo che davvero l'ama.

## Distribuzione
In Giappone, l'opera è stata distribuita a partire dal 23 dicembre 2017.